# Avelinópolis
Avelinópolis é um município brasileiro do interior do estado de Goiás, Região Centro-Oeste do país. Sua população estimada em 2018 era de 2 425 habitantes.

## História
O povoamento inicial ocorreu nas terras do município de Anicuns, na fazenda de Mata de Aparecida que deu origem ao povoado de mesmo nome no ano de 1939. O nome do local foi alterado para Tabocas em 1946 e finalmente Avelinópolis em 1962 homenageando o pioneiro local João Avelino Gomes.

## Futebol
A avenida Anicuns, no centro da cidade, abriga uma tradicional equipe, o Avelinópolis Esporte Clube.